# Teudis geminus
Teudis geminus är en spindelart som beskrevs av Alexander Petrunkevitch 1911. Teudis geminus ingår i släktet Teudis och familjen spökspindlar. Inga underarter finns listade i Catalogue of Life.